# Ansedonia
Ansedonia is een plaats (frazione) in de Italiaanse gemeente Orbetello.
De plaats is een bekend toeristenoord. Op het voorgebergte boven Ansedonia liggen de resten van de ommuurde oude Romeinse stad Cosa, waar zich ook het Nationaal Archeologisch Museum van Cosa bevindt.